# Лантос, Роберт
Роберт Лантос (англ. Robert Lantos; род. 3 апреля 1949, Будапешт) — канадский кинопродюсер, член Ордена Канады. В 1970-е — 1990-е годы сыграл одну из ключевых ролей в развитии канадской киноиндустрии.

## Биография
Роберт Лантос родился в Будапеште, в семье Агнес (в девичестве Бодор) и Лазло Лантоса, механика и владельца транспортной компании, занимавшейся перевозкой грузов. Детство Роберта прошло уругвайской столице Монтевидео, куда он вместе с родителями эмигрировал после Венгерского восстания 1956 года. В 1963 году семья Лантос переехала жить в Канаду. В 1970 году Лантос получил степень бакалавра, а в 1972 году степень магистра по литературоведению в Университете Макгилла. 
В 1972 году Лантос основал Vivafilm — дистрибьютерскую компанию, поставлявшую иностранные фильмы на канадский рынок. В 1975 году он создал продюсерскую компанию RSL Entertainment, через которую спродюсировал 15 фильмов. Затем, на базе Vivafilm и RSL Entertainment, Лантос создал Alliance Communications Corporation, которая стала крупнейшей канадской теле- и кинокомпанией. Лантос был генеральным директором компании до 1998 года, после чего продал контрольный пакет акций, и с тех пор продюсирует фильмы через компанию Serendipity Point Films.
Роберт Лантос выступил продюсером более 30 художественных фильмов, включая получившие номинации на «Золотой глобус» и «Оскар» фильмы «Порок на экспорт» и «Театр»; номинированный на «Золотой глобус» «Вкус солнечного света», получивший номинацию на «Оскар» и удостоенный гран-при жюри на Каннском кинофестивале «Славное будущее»; удостоенный «Серебряного медведя» на Берлинском кинофестивале «Экзистенция», получивший особый приз жюри в Каннах «Автокатастрофа», удостоенный приза Международной федерации кинопрессы на Каннском кинофестивале 1994 года «Экзотика», удостоенные премии «Джини» «Где скрывается правда», «Чёрная сутана» и «Да здравствуют зрелые женщины», а также имевший огромный успех в Канаде «Парни с мётлами» и получивший премию за лучшую мужскую роль на Римском кинофестивале фильм «Осколки». Такие фильмы, как «Joshua Then and Now» (1985), «Путешествие Фелиции» (1999), «Звёздная болезнь» (2000) и «Арарат» (2002) были отобраны для показа на Каннском кинофестивале.
Роберт Ланстос является членом Ордена Канады (высшей гражданской награды страны), почётным доктором Университета Макгилла, и членом совета директоров Indigo Books and Music и Entertainment One.
Роберт Лантос — двоюродный брат кришнаитского гуру Шиварамы Свами.